# Lastra (Buenos Aires)
Lastra es un paraje rural del Partido de General La Madrid, Provincia de Buenos Aires, Argentina.

## Ubicación
Se encuentra a 18 km al sur de la ciudad de General La Madrid a través de un camino rural que bordea las vías del Ferrocarril General Roca.

## Población
Durante los censos nacionales del INDEC de 2001 y 2010 fue considerada como población rural dispersa.